# Страхојадица
Страхојадица (мкд. Страхојадица) је насеље у Северној Македонији, у северном делу државе. Страхојадица припада општини Зелениково, која окупља југоисточна предграђа Града Скопља.

## Географија
Страхојадица је смештена у северном делу Северне Македоније. Од најближег већег града, Скопља, насеље је удаљено 30 km југоисточно.
Насеље Страхојадица је у оквиру историјске области Торбешија, која се пружа јужно од Скопског поља. Насеље је смештено ма брдима изнад приобаља Вардара. Источно од насеља се издиже планина Китка. Надморска висина насеља је приближно 340 метара.
Месна клима је континентална.

## Становништво
Страхојадица је према последњем попису из 2002. године имала 268 становника.
Претежно становништво у насељу су Албанци (99%).
Већинска вероисповест је ислам.